# Pseudonemesia kochalkai
Pseudonemesia kochalkai is een spinnensoort uit de familie Microstigmatidae. De soort komt voor in Colombia.